# 비아와포들라스카

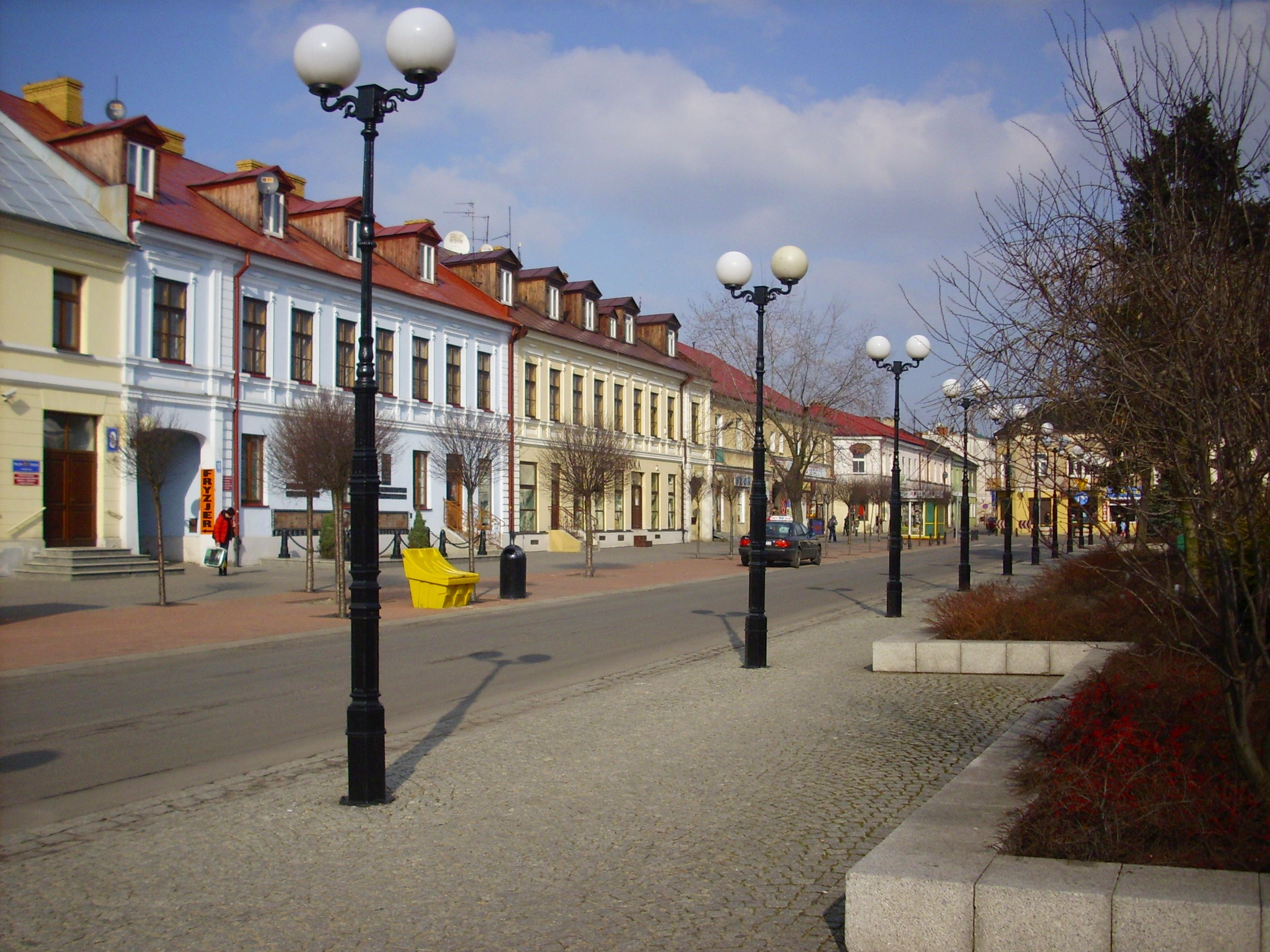
비아와포들라스카 거리

비아와포들라스카(폴란드어: Biała Podlaska)는 폴란드 동부 루블린주에 위치한 도시로, 면적은 49.40km2, 인구는 58,047명(2005년 기준), 인구 밀도는 1,175명/km2이다.

시기
시 문장